# Tommaso Crudeli
Tommaso Baldassarre Crudeli (né le 21 décembre 1702 à Poppi, dans la province d'Arezzo en Toscane et mort le 27 mars 1745 dans la même ville) est un homme de lettres italien adepte des Lumières.

## Biographie
Tommaso Crudeli naît dans une famille aisée de juristes et étudie le droit à Pise où il est diplômé en 1726. C'est toutefois aux lettres et à l'enseignement qu'il préfère se consacrer. Après un séjour à Venise, il s'installe à Florence où il entretient des contacts étroits avec le monde culturel anglais. Il est initié à la franc-maçonnerie en mai 1735[réf. nécessaire].
Le 9 mai 1739, il est arrêté à Florence par l'Inquisition, emprisonné et torturé durant 16 mois à l'église Santa Croce. Il est libéré en avril 1741, très marqué physiquement, mais est condamné pour hérésie et confiné à son domicile de Poppi. Il décède quatre ans après. Il est évoqué comme un martyr de la franc-maçonnerie[Par qui ?][réf. nécessaire].
Son œuvre est mise à l'Index et brûlée en Piazza della Signoria à Florence.

## Œuvres

### Poésie
- In lode (1734)
- Raccolta di poesie (1746)
- Poesie del dottor Tommaso Crudeli (1767), publication posthume
- Rime e prose (1805), publication posthume

### Théâtre
- Il superbo (1746), comédie
- Il Superbo, L'Ingrato, L'Irresoluto (1751), comédies